# 외로운 산까치
"외로운 산까치"는 1971년 공개된 대한민국의 영화이다.

## 배역
- 최무룡
- 남정임